# 刹奈紫之
刹奈 紫之（せつな しの、1975年4月15日 - ）は、日本のAV女優兼AV監督である。
デビュー時の芸名は貴龍 沙月。刹那 紫之名義の作品もある。

## 経歴
神奈川県川崎市出身。
1995年6月、「貴龍沙月」の芸名でAVアイドル路線でデビューした。
3作目にしてSMビデオに出演。
同年暮れには刹奈紫之に改名するとともに、アロマ企画などのビデオに数多く出演するようになる。

## 作品

### アダルトビデオ

#### 貴龍沙月 名義
- エロエロ感じるお年頃 （1995年6月27日、アトラス）
- ブルマの秘密 体育館はパラダイス （1995年7月27日、アトラス）
- インモラル女校生 4 （1995年9月29日、シネマジック）
- 柔肌に教えて 2 アブノーマル志願 （1995年11月3日、シネマジック・ノワール）
- いけにえ生調教 女王様は発情期 （1995年11月、司書房）
- インモラル痴漢電車 被虐の天使 （1995年12月11日、COLORS （笠倉出版社））
- 非合法カップル A級女優の異常生活 （1996年4月27日、パラノイア）

#### 刹奈（刹那）紫之 名義
（特記した作品以外は刹奈紫之名義）
- 逆ワイセツ 白衣の堕天使 （1996年1月、COLORS （笠倉出版社））…刹那紫之名義
- SMサークル訪問 マニアの狂宴 （1996年2月9日、シネマジック・ノワール）
- 麗しのスカトリーヌ （1999年9月10日、リア王））
- 巨漢痴女LEZ　file3 大きい女王様VS貧弱M女　(2008年12月24日　イズム)
  - アロマ企画での作品は同社HP参照

## 書籍

### 写真集
- 恋縛美少女 VOL.1 刹奈紫之写真集　（1996年7月5日発行、撮影：杉浦則夫、三和出版）